# Warnajati
Warnajati is een bestuurslaag in het regentschap Sukabumi van de provincie West-Java, Indonesië. Warnajati telt 6365 inwoners (volkstelling 2010).